# Reservatório de Guri
O Reservatório de Guri, também chamado de Lago de Guri, é o maior reservatório da Venezuela e por extensão e volume é o segundo maior corpo lacustre do país, só superado pelo lago de Maracaibo. Tem uma superfície de 4250 km². O reservatório ou lago Guri encontra-se localizado no estado de Bolívar. Formado e delimitado pela barragem de Guri, onde se encontra a Central Hidroelétrica "Simón Bolívar".

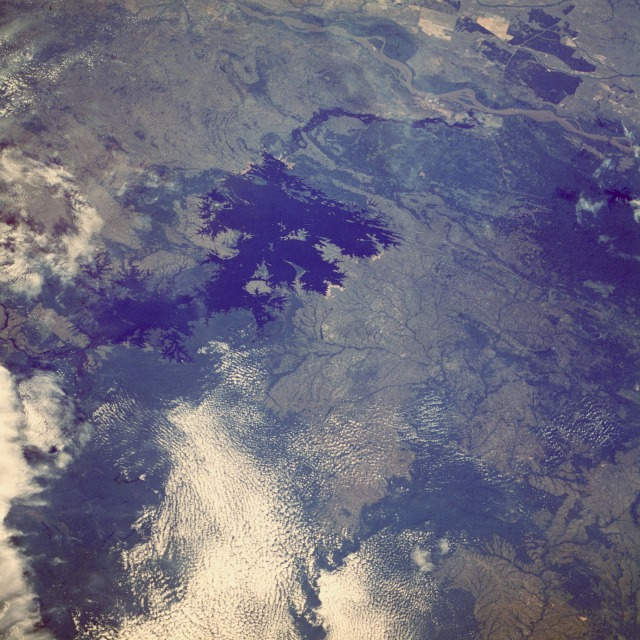
O Rio Caroní e o Reservatório Guri (Venezuela)

Este sistema hidroelétrico fornecido pelo rio Caroní represado no lago Guri é possível devido ao volume de água alojado, bem como ao volume médio do sistema fluvial Caroní-Paragua, que contribui uma média de quase 5000m³/s, devido à intensidade das chuvas na bacia alta de ambos rios, onde se registam precipitações superiores aos 3000mm. As precipitações são intensas entre os meses de maio, junho, julho, agosto, setembro, outubro, dezembro e janeiro, enquanto o volume escasso que contribui o rio na temporada de seca extrema de fevereiro a abril, é compensado pelo represamento destas águas na barragem de Guri, que garante em média um volume turbinado de água para geração de electricidade de uns 4800m³/s.

## História
O reservatório de Guri deve sua origem à construção da Barragem de Guri, no rio Caroní. A história de Guri começa com o Plano Nacional de Eletrificação de 1947, que começou a ser desenvolvido quando Rómulo Betancourt era presidente da Junta do Governo Revolucionário e foi concluído durante o governo de Raúl Leoni.  As obras tiveram início em 1963, sendo a empresa (EDELCA) Electrificación del Caroní (hoje integrada na Corpoelec), subsidiária da Corporação Venezuelana da Guiana (CVG), a responsável pela sua execução. Começou a funcionar parcialmente em 1968 e as obras foram concluídas em 1976.
Esta hidrelétrica é a segunda maior da América, e pode ser considerada a primeira entre as encontradas em um único país, já que Itaipu está localizada entre o Brasil e o Paraguai. A primeira usina, com dez unidades geradoras e capacidade instalada total de 2.065 MW, entrou em operação comercial em 1978. Em 1985, foi construída uma segunda casa de força para abrigar outras dez unidades geradoras de 730 MW cada.  Com isso, a capacidade total da usina passou para 10 mil MW. A instalação possui três subestações de alta tensão operando em 800 kV, 400 kV e 230 kV, todas com configurações de um disjuntor e meio. A usina abastece o mercado elétrico venezuelano com uma média de 45 mil GWh de energia.

## Localização
Este corpo de água está localizado entre as coordenadas 6 graus 50 minutos e 7 graus 51 minutos de latitude norte.  O reservatório faz parte dos municípios de Angostura (Velho Raúl Leoni) e Piar do estado de Bolívar, entidades territoriais locais que compartilham quase igualmente seu corpo de água, em uma fronteira comum de pouco mais de 100 quilômetros que, de forma irregular, segue o antigo leito do rio Caroní, onde este curso fluvial tinha largura máxima de 800 metros. Transversalmente, o corpo d'água em sua parte mais extensa chega a 40 quilômetros.

## Barragem de Guri
A barragem de concreto tem 1.300 metros de comprimento e teve uma altura inicial de 215 metros em sua primeira etapa em 1978. A barragem foi elevada em sua segunda etapa, a altura máxima chega a 272 metros acima do nível do mar, possui um vertedouro de 3 canais que permite o escape do excesso de água durante a estação chuvosa (maio a outubro). sua segunda etapa foi concluída e inaugurada integralmente em 8 de novembro de 1986 pelo Presidente da República, Jaime Lusinchi, em transmissão nacional de rádio e televisão.

## Clima
A precipitação média da sub-região do Lago Guri varia entre 1.200 mm nas savanas baixas e serras do município de Piar e Angostura e 2.500 mm na região adjacente a San Pedro de las Bocas El Plomo.  O clima do lago no Norte é típico de savanas tropicais, com máximas diurnas em torno de 33 °C, mínimas de 21 °C e média de 26 °C, mais ao sul na zona de contato com as regiões de selva do Médio Caroní e Paragua a temperatura é um pouco mais fria, com máximas médias de 32 °C, mínimas de 21 °C e média de 25 °C.

## Geologia
O Lago Guri está localizado na zona mais antiga do país, com uma idade de 3,5 mil milhões de anos, correspondente ao Pré-cambriano, muitas das áreas dele apresentam uma elevada fragilidade ecológica, ao nível dos seus solos, correntes fluviais, florestas naturais, cobertura vegetal de savana, existência de espécies animais em perigo de serem expulsas ou extintas dos seus territórios de vida. Ao norte do lago fica a chamada Falha de Guri, que passa pelo Canyon Nekuima, local onde fica a Usina Hidrelétrica Simón Bolívar. Este acidente tectônico divide a Província Geológica de Imataca, rica em ferro e bauxita, da Província de Pastora Yuruari, rica em recursos de ouro e quartzo, ao norte de El Manteco o lago entra em contato com a Formação Carichapo, mais a sudeste na região de El Manteco San Pedro de Las Bocas e El Plomo o lago está ligado à Formação Supamo.

## Ilhas
O reservatório ou lago artificial de Guri possui uma série de ilhas criadas em decorrência da elevação das águas em áreas montanhosas onde apenas os picos se destacam. Estas variam desde pequenas ilhas de 1 hectare (0,01 km²) até outras muito maiores, com mais de 1000 hectares (10 km²).
Entre elas se encontram:
- Ilha dos Capuchinhos[5]
- Ilha de Crucerito[5]
- Ilha Corozo
- Ilha El Padre
- Ilha El Corozo
- Ilha Guachito
- Ilha Charra Abajo
- Ilha Charra Arriba
- Ilha Marati
- Ilha No Juegues
- Ilha El Bojote
- Ilha Marta
- Ilha Moriche
- Ilha de Morocoto
- Ilha Monagas
- Ilha Sabana
- Ilha Penas Negras[4]
- Ilha Relámpago[4]
- Ilha Santa Elena

## Águas e Fauna
Este reservatório ou lago artificial de Guri é formado pela união das águas dos dois cursos fluviais mais importantes da Bacia Caroní, como o rio Paragua e o próprio rio Caroní. Esses riachos fazem parte dos chamados rios de água preta devido à sua coloração superficial escura, com pH de 4 a 5, gerada pela presença de ácidos húmicos, pobres em nutrientes, vida piscícola limitada, o que forçou a introdução de peixes exóticos em suas águas tendo o tucunaré "Cichla temensis" como principal espécie estocada no lago, com pouquíssimos sedimentos em suspensão, embora esta última característica tenha variado devido à alteração causada na bacia pela atividade mineradora e  desmatamento.
Outras espécies de peixes presentes no lago são o aimará, o coporo, a guitarrilla e as sardinetas. As aves mais abundantes são o guanaguanare ou andorinha-do-mar, andorinhas, garças brancas, carrao, cari cari, tiranos rabo de andorinha, patoguire, papagaios, periquitos, entre estes a carasucia e o popuí.